# خون‌آشام‌های ۱۹۳۰
خون‌آشام‌های ۱۹۳۰ (اسپانیایی: Vampiresas 1930‎) یک فیلم کمدی موزیکال به کارگردانی خسوس فرانکو است که در سال ۱۹۶۲ ساخته شد.

## گزیدهٔ بازیگران
- میکائلا
- آنتونیو اُثورِس
- لینا مرگان
- ماری بگونیا
- ترینی آلونسو
- فلیکس فرناندس
- مانوئل الکساندره
- والریانو آندرس
- خاویر د ریورا
- پابلو سانس
- سیلویا سولار
- بیسنته آرو
- ماریسول آیوسو